# 寶可夢隨樂拍
《寶可夢隨樂拍》是一款由HAL研究所和Pax Softnica共同開發，任天堂發行於任天堂64平台的第一人稱模擬遊戲。該遊戲於1999年3月在日本首度發行，並在同年6月在於北美上市。本作是《寶可夢》系列中的衍生遊戲，為首波於主機平台上市的遊戲之一，在當時本作就已實現擁有3D渲染風格的寶可夢模組。
2020年由寶可夢公司宣布將於任天堂Switch平台發售續作《New寶可夢隨樂拍》，並且確認將支援繁體中文及簡體中文等多種語言。

## 概要
本作最初是針對任天堂64DD所開發的遊戲，但由於發售的延遲而變更為任天堂64。遊戲以主角阿徹的角度出發，玩法類似於其他第一人稱遊戲。遊戲的目的是藉遊戲中登場的各式道具來拍攝寶可夢的照片，並且將會根據照片的品質來判斷並評價分數。於Wii重新上市的虛擬遊戲平台版本具有將遊戲中拍攝的照片發送至Wii留言板或朋友的功能，而任天堂64版本則是可將遊戲卡匣帶至北美的百視達或日本的羅森商店，以貼紙的形式輸出遊戲中所拍攝的照片。

## 發行
寶可夢隨樂拍於1999年3月21日在日本上市，1999年6月30日在北美和2000年9月15日在歐洲地區陸續上市。遊戲的發行獲得了任天堂強力的推廣，包括在超過8萬6千家酒店中進行宣傳，以及舉辦優勝者可前往澳大利亞的競賽。2007年12月，本作重新發佈於Wii的虛擬遊戲平台。雖然少了原始版本可將照片印為貼紙的功能，但也新增了可將照片保存到Wii留言板並分享給好友的功能。2016年4月4日，在日本再度發行於Wii U的虛擬遊戲平台，並於隨後2016年8月18日在歐洲和澳大利亞以及2017年1月5日在北美發行。

## 迴響
本作獲得媒體較為平均的評價，在彙總媒體Metacritic上得分為77/100。主要為包含有趣、使人安心、且針對兒童具有遊玩價值等評價。Ars Technica的編輯Frank Caron表示寶可夢隨樂拍已成為粉絲的最愛之一，作家阿米特·迪爾（Amit Dhir）稱本作為1999年最流行的電子遊戲之一，與《跑車浪漫旅》和《最終幻想VIII》並列。在美國發布之前，IGN曾稱本作奇怪但又有趣。IGN的馬特·卡薩馬西納表示令人上癮，震驚又有趣的遊戲，但也指出粉絲或許會對遊戲中只出現約62個寶可夢而感到失望。

### 銷售
本作在日本上市的首週取得排行榜上第四名的成績。在美國，發行後的前三天就售出了超過15萬1000套。自發行以來，截至同年的10月22日為止成為了收入最高的遊戲。在11月時，被列為美國最暢銷電子遊戲的前10名，並成為1999年美國第六暢銷的電子遊戲，總計售出超過150萬套。IGN將此次成功歸功於強力的促銷活動以及與百視達的合作。